# The Fox and the Hound
The Fox and the Hound (literalment en català: La guineu i el gos de caça) és una pel·lícula d'animació estatunidenca de 1981, produïda per Walt Disney Productions i basada lliurement en la novel·la homònima escrita per Daniel P. Mannix. La pel·lícula explica la història de dos amics improbables, una guineu roja anomenada Tod i un gos de caça anomenat Copper, que hauran de lluitar contra llurs propis instints i contra la societat que els envolta i els enfronta, per a conservar llur amistat. Dirigida per Ted Berman, Richard Rich, i Art Stevens, la versió original en anglès de la pel·lícula inclou les veus de Mickey Rooney, Kurt Russell, Jack Albertson, i Corey Feldman, entre d'altres.
En el moment de l'estrena, era la pel·lícula d'animació més cara produïda fins a la data, amb un cost de 12 milions de dòlars. El 2006 es va estrenar una seqüela, publicada directament en DVD: The Fox and the Hound 2.

## Argument
La pel·lícula tracta sobre la relació de dos animals, una guineu roja anomenada Tod i un gos anomenat Copper, els quals entaulen una forta amistat sent petits. Copper és d'una raça de gos caçador i el seu amo el porta de caça durant una temporada per a ensinistrar-lo; així creix com un feroç caçador de guineus i oblida el seu amic de la infància. Després de l'entrenament, ja gran, torna i és obligat a ser enemic de Tod. Però Tod no ha oblidat el seu amic i malgrat que Copper el persegueix, acaba defensant-lo quan el veu en perill.

## Repartiment
- Mickey Rooney: Tod
- Kurt Russell: Copper
- Pearl Bailey: Big Mama
- Jack Albertson: Amos Slade
- Sandy Duncan: Vixey
- Jeanette Nolan: Vídua Tweed
- Pat Buttram: Chief
- John Fiedler: Porc espí
- John McIntire: Teixó
- Dick Bakalyan: Dinky
- Paul Winchell: Boomer
- Keith Mitchell: Jove Tod
- Corey Feldman: Jove Copper

## Personatges
- Tod: una guineu que és abandonada per la seva mare mentre aquesta és perseguida per caçadors, els quals li donen mort. La petita guineu queda sola però Big Mama la troba i la lliura a la vídua Tweed que la cuida i s'hi encapritxa fins que decideix deixar-la en una reserva natural.
- Copper: un gos de caça. El seu amo el cuida i l'entrena per caçar però així i tot ell es fa amic de la guineu Tod, sense pensar que qualsevol dia les seves naturaleses contraposades els enfrontarà.
- Vixey: la parella de Tod. És una guineu que coneix Big Mama i en estar Tod sol al bosc decideix presentar-los, aquests s'enamoren i al final es queden junts.
- Vídua Tweed: una dona vídua que té una granja. Un dia troba a Tod i decideix cuidar-lo fins que aquest compleix un any i decideix deixar-lo en llibertat per culpa d'Amos Slade, què pretén matar-lo.
- Amos Slade: l'amo de Copper. Té un caràcter dur però en el fons aprecia a Copper.
- Chief: l'altre gos de caça d'Amos Slade, al principi sembla tenir odi cap a Copper però després s'encapritxa amb ell.
- Big Mama: una mussol que viu al bosc i troba a Tod després que uns caçadors matin a la mare d'aquest. Juntament amb Dinky i Boomer decideixen lliurar-lo a la vídua Tweed.
- Dinky: un ocell groc, que juntament amb el seu amic Boomer, tracta de capturar un cuc durant tota la pel·lícula, sense aconseguir-ho. És ell qui sol quedar-se escoltant amb l'orella en el tronc, a la recerca de trobar la seva presa.
- Boomer: un picot que quequeja. Fidel company de Dinky, és ell qui s'encarrega de picotejar els arbres a la recerca del cuc.
- Squeeks: la presa de Dinky i Boomer. Sempre s'escapa d'ells. Cap al final, es torna una papallona i canvia del color verd al blau.

## Banda sonora[2]
- "Best of Friends", música de Richard Johnston, lletra de Stan Fidel, cantada per Pearl Bailey
- "Lack of Education", música i lletra de Jim Stafford, cantada per Pearl Bailey
- "A Huntin' Man", música i lletra de Jim Stafford, cantada per Jack Albertson
- "Goodbye May Seem Forever", música de Richard Rich, lletra de Jeffrey Patch, cantada per Jeanette Nolan
- "Appreciate the Lady", música i lletra de Jim Stafford, cantada per Pearl Bailey

## Producció
La producció de The Fox and the Hound va començar el 1977. La pel·lícula va tenir una de les produccions més difícils en la història dels llarmetratges animats de l'estudi. Va ser l'última pel·lícula en la qual van treballar llegendes de l'animació com Frank Thomas i Ollie Johnston i on van fer llurs primeres passes animadors reconeguts com Glen Keane, que més tard s'encarregaria d'altres personatges animats en futures pel·lícules com The Little Mermaid (1989) i Pocahontas (1995). Com els animadors veterans de Disney havien mort o aconseguit sumi edat de retir, la pel·lícula va marcar l'últim treball de la resta dels animadors originals. El projecte comptava majorment amb la participació de novells a l'animació que l'estudi havia reclutat durant la dècada del 1970.
Durant la producció de The Fox and the Hound, l'estudi va patir el robatori de gran part del material elaborat per a la pel·lícula i van haver de recomençar gairebé des del principi.

## Rebuda
En The Animated Movie Guide, Jerry Beck va considerar la pel·lícula "mitjana", encara que elogia el treball de veu de Pearl Bailey com Big Mama, i l'extremada dedicació al detall mostrat per l'animador Glen Keane en l'elaboració de l'escena de la lluita entre Copper, Tod, i l'os. En el seu llibre "The Disney Films", Leonard Maltin també assenyala que l'escena de la baralla entre Copper, Tod, i l'os rebut grans elogis en el món de l'animació. No obstant això, Maltin va sentir que la pel·lícula es va basar massa en "la simpatia de la fórmula, el relleu de la comèdia de la fórmula i fins i tot les caracteritzacions de les fórmules". En general, va considerar que la pel·lícula "encantadora" afirmava que era "càlid i replet de personatges personals" i que "s'apropa a l'antiga màgia de Disney a vegades."
Vincent Canby de The New York Times comentà que la pel·lícula no oferia res de nou, i la va descriure com bonica i plena de cançons dinàmiques i alegres interpretades per animals més antropomòrfics que els humans que hi apareixen ocasionalment, i que la cinta estava, com totes les pel·lícules Disney, saturada de diàlegs fantasiosos i rústecs. Los Angeles Times criticà a la pel·lícula per ser massa llarga, mentre que David Ansen de Newsweek ho va fer amb el comentari que no era una pel·lícula feta per a una audiència adulta.
The Fox and the Hound va guanyar un gran seguiment i va ser guardonat amb un premi Goldene Leinwand el 1982. També va ser nominat per un Premi Jove Artista i Premi Saturn a la millor pel·lícula de fantasia.